# Volejbol'nyj klub Omička 2009-2010
Questa voce raccoglie le informazioni riguardanti il Volejbol'nyj klub Omička nelle competizioni ufficiali della stagione 2009-2010.

## Organigramma societario
Area tecnica
- Allenatore: Sergej Občinnikov

## Rosa
| N° | Nome                   | Ruolo | Data di nascita   | Nazionalità sportiva |
| -- | ---------------------- | ----- | ----------------- | -------------------- |
| 1  | Nadežda Amelina        | S     | 14 settembre 1986 | Russia               |
| 2  | Anastasija Belikova    | C     | 22 luglio 1979    | Russia               |
| 3  | Anastasija Tkačëva     | S     | 1979              | Russia               |
| 4  | Dar'ja Vekšina         | L     | 1985              | Russia               |
| 5  | Stacy Sykora           | L     | 24 giugno 1977    | Stati Uniti          |
| 6  | Anna-Miriam Gansonre   | S     | 16 marzo 1982     | Ucraina              |
| 7  | Anna Pligunova         | C     | 1971              | Russia               |
| 8  | Irina Kleškova         | P     | 2 ottobre 1986    | Russia               |
| 9  | Tatiana dos Santos     | S/O   | 19 giugno 1978    | Brasile              |
| 10 | Natal'ja Vasil'čenko   | P     | 1978              | Russia               |
| 11 | Ljudmila Malofeeva     | S     | 18 maggio 1988    | Russia               |
| 12 | Kristin Richards       | S     | 30 giugno 1985    | Stati Uniti          |
| 12 | Ksenija Peškina        | C     | 28 febbraio 1986  | Russia               |
| 15 | Anastasija Orlova      | S     | 6 giugno 1986     | Russia               |
| 16 | Evgenija Kondraškina   | L     | 1º luglio 1990    | Russia               |
| 15 | Natal'ja Nepomnjaščich | P     | 16 agosto 1987    | Russia               |
| 16 | Oksana Černyšova       | S     | 1989              | Russia               |
| 18 | Marina Akulova         | P     | 13 dicembre 1986  | Russia               |

## Statistiche

### Statistiche di squadra
| Competizione    | Punti | In casa | In casa | In casa | In trasferta | In trasferta | In trasferta | Totale | Totale | Totale |
| Competizione    | Punti | G       | V       | P       | G            | V            | P            | G      | V      | P      |
| --------------- | ----- | ------- | ------- | ------- | ------------ | ------------ | ------------ | ------ | ------ | ------ |
| Superliga       | 37    | 13      | 9       | 4       | 12           | 7            | 5            | 25     | 16     | 9      |
| Coppa di Russia | -     | 9       | 8       | 1       | 4            | 2            | 2            | 13     | 10     | 3      |
| Totale          | -     | 22      | 17      | 5       | 16           | 9            | 7            | 38     | 26     | 12     |

G = partite giocate; V = partite vinte; P = partite perse

### Statistiche dei giocatori
| Giocatore      | Superliga | Superliga | Superliga | Superliga | Superliga |
| Giocatore      | P         | PT        | AV        | MV        | BV        |
| -------------- | --------- | --------- | --------- | --------- | --------- |
| M. Akulova     | 17        | 71        | 35        | 25        | 11        |
| N. Amelina     | 5         | 0         | 0         | 0         | 0         |
| A. Belikova    | 17        | 171       | 99        | 54        | 18        |
| O. Černyšova   | ?         | ?         | ?         | ?         | ?         |
| T. dos Santos  | 1         | 0         | 0         | 0         | 0         |
| A.M. Gansonre  | 17        | 140       | 116       | 19        | 5         |
| I. Kleškova    | 1         | 7         | 6         | 1         | 0         |
| E. Kondraškina | ?         | ?         | ?         | ?         | ?         |
| L. Malofeeva   | 17        | 297       | 248       | 26        | 23        |
| N. Nepomijaših | 1         | 0         | 0         | 0         | 0         |
| A. Orlova      | 3         | 0         | 0         | 0         | 0         |
| K. Peškina     | 17        | 155       | 102       | 43        | 10        |
| A. Pligunova   | 9         | 24        | 15        | 7         | 2         |
| K. Richards    | 17        | 249       | 207       | 21        | 21        |
| S. Sykora      | 10        | 0         | 0         | 0         | 0         |
| A. Tkačëva     | 10        | 42        | 39        | 0         | 3         |
| N. Vasil'čenko | ?         | ?         | ?         | ?         | ?         |
| D. Vekšina     | 5         | 0         | 0         | 0         | 0         |

P = presenze; PT = punti totali; AV = attacchi vincenti; MV = muri vincenti; BV = battute vincenti

NB: Non sono disponibili i dati relativi alla Coppa di Russia e quindi i dati relativi all'intera stagione.